# Faruq Z. Bey
Faruq Z. Bey (eigentlich Jesse Davis, * 4. Februar 1942 in Detroit; † 1. Juni 2012 ebenda) war ein US-amerikanischer Jazz-Musiker (Saxophone, Flöte), Komponist und Lyriker.

## Leben und Wirken
Jesse Davis’ Eltern sangen in Kirchen- und Gospelchören, sein Vater war Busfahrer, seine Mutter Hausfrau. Er wuchs im Detroiter Stadtviertel Conant Gardens auf und studierte nach Besuchs der Highschool am Wayne County Community College. Er spielte erst Kontrabass, bevor er zunächst durch den Sänger Eddie Floyd zum Rhythm and Blues und durch ein Konzert von John Coltrane/Pharoah Sanders 1966 zum Free Jazz kam. Unter dem Eindruck der Rassenunruhen in Detroit 1967 änderte er seinen Namen zunächst in Malik, dann in Faruq Zinji Bey. Ende der 1960er und Anfang der 1970er Jahre arbeitete er in der Jazzszene in den Musikerkooperativen Detroit Artists Workshop und das Creative Arts Collective. Als Mitglied der Formation Bey Brothers (mit Sadiq Muhammad und Jalil Bey) trat er im Concept East Theatre auf; außerdem spielte er mit Roy Brooks und dem Sun Ra Arkestra.
Im Jahr 1972 war er Mitbegründer der Formation Griot Galaxy, mit der Bläsergruppe aus Bey, David McMurray und Anthony Holland, sowie dem Gitarristen Spencer Barefield, dem Bassisten Jaribu Shahid und dem Schlagzeuger Tani Tabbal. Das Ensemble verstand sich als Detroiter Gegenstück zum Chicagoer Art Ensemble of Chicago. 1991 löste sich die Gruppe endgültig auf. Bey spielte in den folgenden Jahren mit dem Ensemble Northwoods Improvisers; mit der Formationen entstanden neun Alben. Er veröffentlichte auch zwei Bücher mit Lyrik, Year of the Iron Sheep und Etudes in Wanton Nesses, außerdem das Werk Toward a 'Ratio'nal Aesthetic (1989). Bey, der im Laufe seiner Karriere auch mit Anthony Braxton, Roscoe Mitchell, Archie Shepp und Leroy Jenkins arbeitete, starb Anfang Juni 2012 an den Folgen eines Lungenemphysems.

## Diskographische Hinweise
- Griot Galaxy – Kins (Black & White, 1982)
- Griot Galaxy – Opus Krampus (Sound Aspects, 1985)
- Griot Galaxy – Live at the D.I.A. (Entropy Stereo Recordings, 2003)
- Northwoods Improvisers w/ Faruq Z. Bey – 19 Moons  (Entropy Stereo Recordings, Konzertaufnahme von 2001)
- Faruq Z. Bey with Northwoods Improvisers – Rwanda (Qbico, 2005)
- Northwoods Improvisers w/ Faruq Z. Bey – Infa'a (Qbico, 2006)
- Dennis González & Faruq Z Bey w/ Northwoods Improvisers Septet – Hymn for Tomasz Stańko (Qbico, 2009)
- Faruq Z. Bey w/ Northwoods Improvisers – Primal Waters (Sagittarius A-Star, 2012)
- Faruq Z. Bey 4et – Live at the Detroit Art Space (Sagittarius A-Star, 2012)
- Synchron (Sagittarius A-Star, 2012)